# 平遥城墙
平遥城墙位于山西省中部的平遥县，是中国现存最完好的四座古城墙之一，其余三座分别为陕西西安城墙、湖北荆州城墙和辽宁兴城城墙。1988年，平遥城墙被中华人民共和国国务院公布为第三批全国重点文物保护单位之一。1997年，包括平遥城墙在内的平遥古城被列入世界遗产名录。

## 历史沿革
平遥城的始建时间至少可追溯至周宣王时期，相传为当时的重臣尹吉甫驻军时所筑。现存城墙是明朝洪武三年（1370年）在西周旧城的基础上大规模重修的，此后又经过数十次修补，但仍总体保持了明朝初期的风格，是研究中国古代城市建置的珍贵实物资料之一。城内街道纵横，格局井然有序，清代晚期作为中国的金融中心，影响颇大。

## 建筑特点
平遥城依照“因地制宜，用险制塞”的原则修建，风格古朴，重视防御，工艺和用料均以精良著称。城池平面呈方形，南侧城墙沿中都河而建，故略显蜿蜒。城墙高12米左右，平均宽3.5米，周长6.4公里。墙外有护城河，宽度和深度均为4米。墙体内为土筑，外用白灰包砌，顶部用青砖铺墁，内侧设马道和内向排水渠道。墙上有6座城门及门楼，四角各筑1座角楼，每隔50米有一馬面牆,上面有敌楼1座，用以減少守城方的射擊死角。馬面牆共有72座，垛口共计3000多个，据说是按孔子有弟子三千、贤人七十二来设计的。不过除了城门和垛口，其余已大都残坏。六座城门中，南北各有一座，东西分别有两座，东西门外均筑有附属的瓮城，形如乌龟的头尾和四足，并且城内街道布局亦颇似龟背纹络，故有“龟城”之称。
平遥城墙的东南角和东门，分别有文昌阁（现已不存）、魁星楼和尹吉甫点将台等建筑。南门部分墙段曾在2004年倒塌，2005年已获重修。除此以外的其余大部分墙体都保存较好，城墙顶部已开放，可供游客凭门票登临游览。
平遥城墙与陕西西安城墙、湖北荆州城墙、辽宁兴城城墙等并列为中国现存最好的四座古城墙。

## 城门
平遥城墙开六座城门：
- 南门（迎熏门）
- 北门（拱极门）
- 上西门（永定门）
- 下西门（凤仪门）
- 上东门（太和门）
- 下东门（亲翰门）

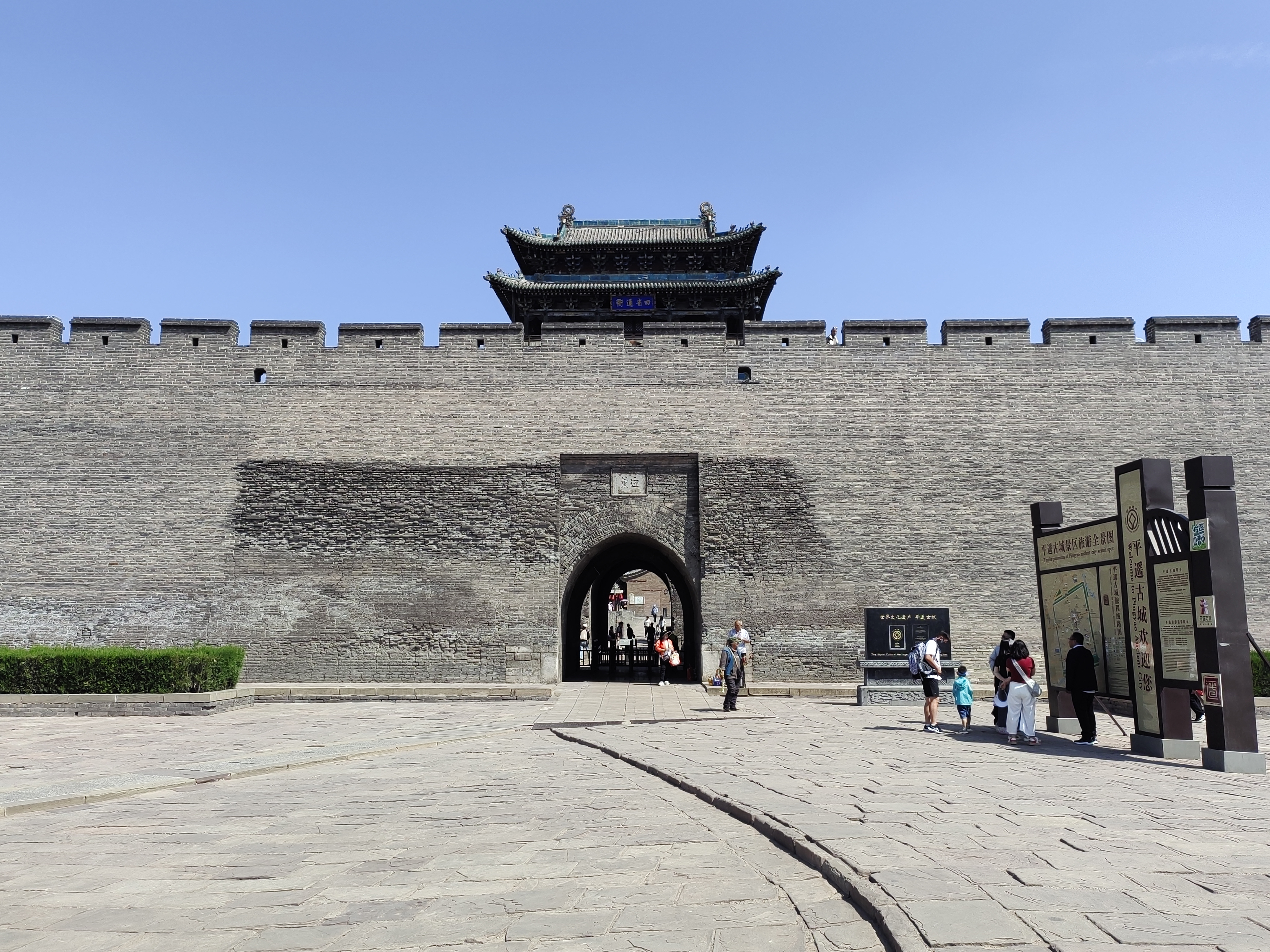
迎熏門
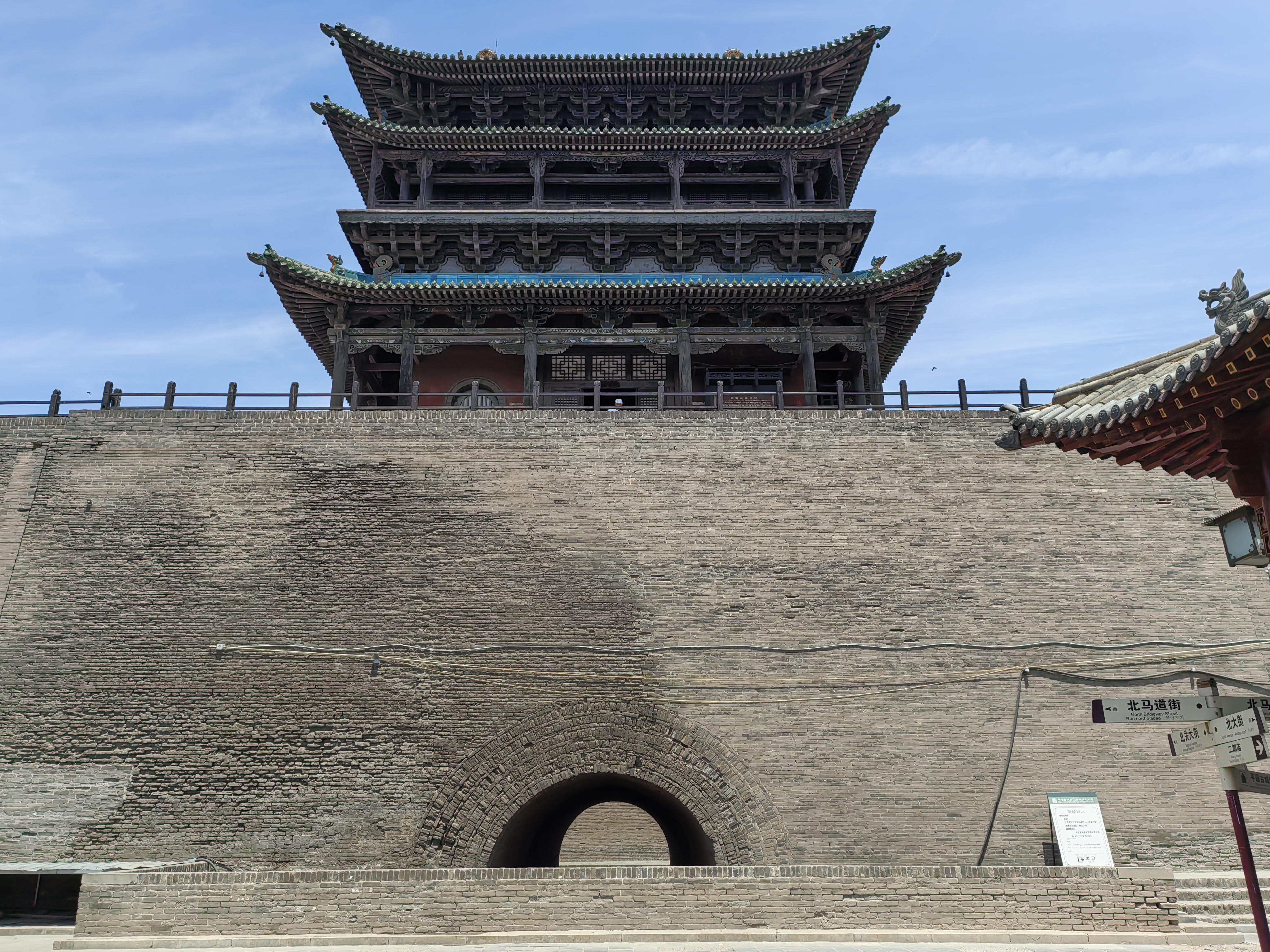
拱极門
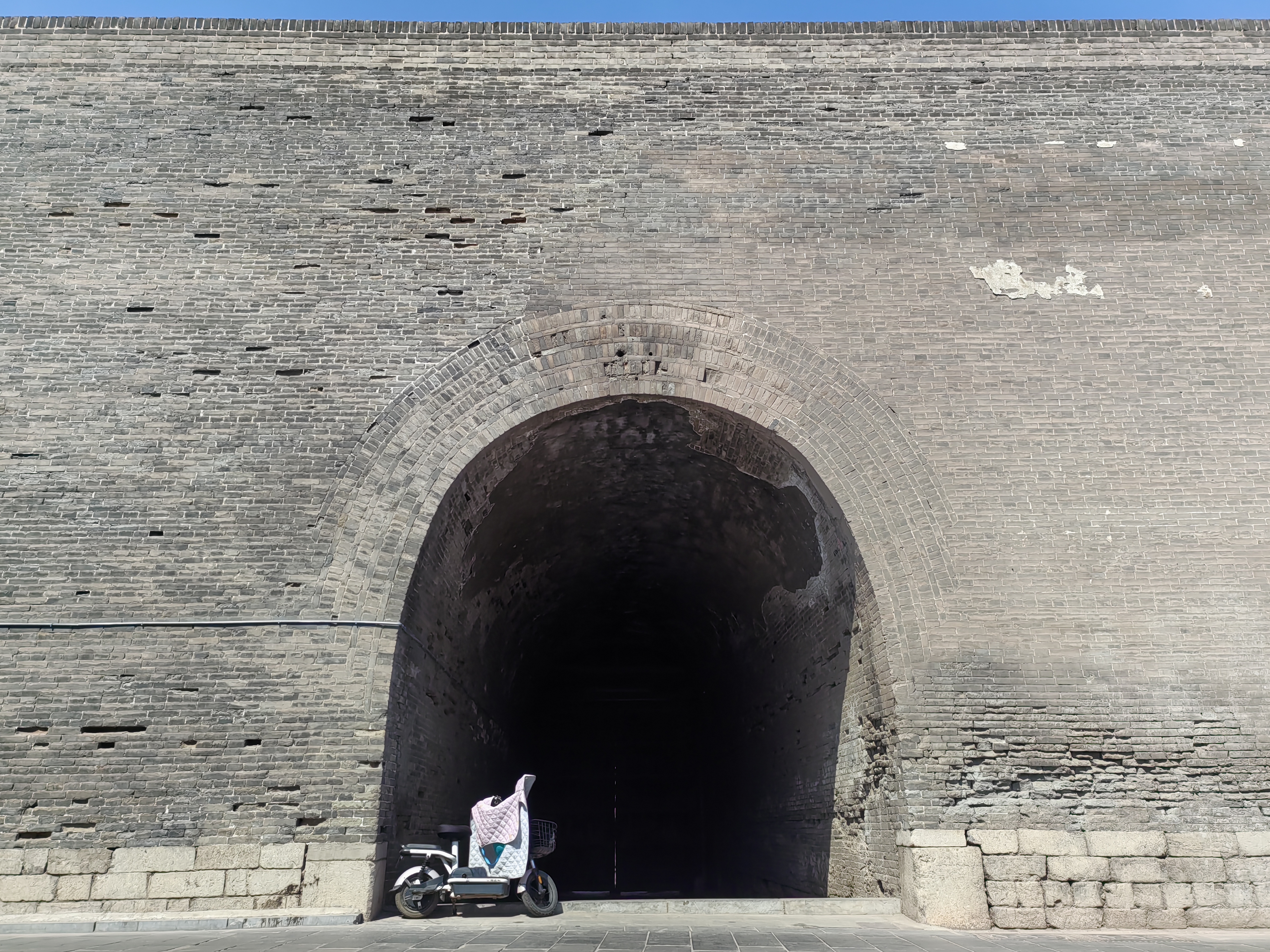
永定門
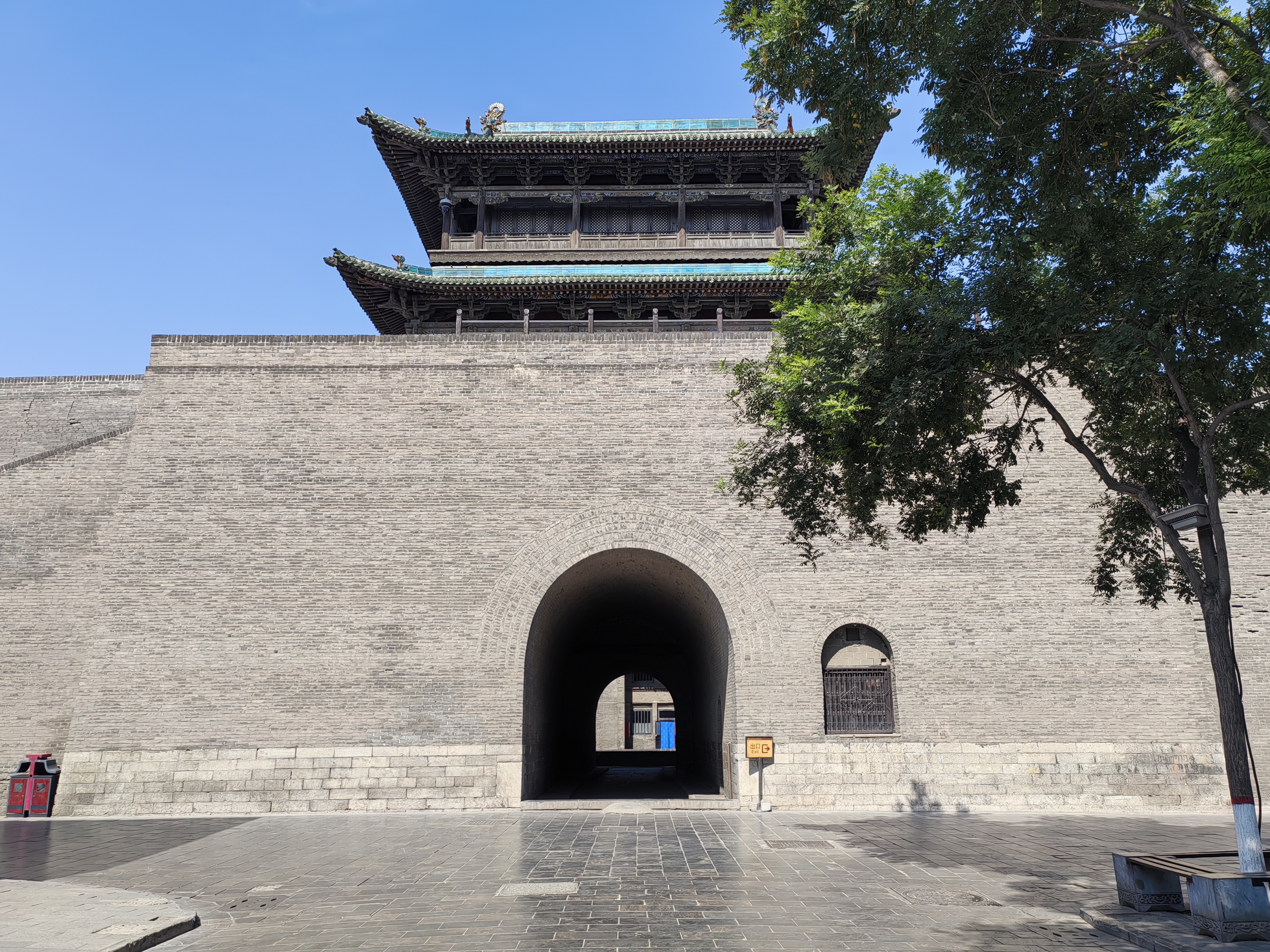
凤仪門
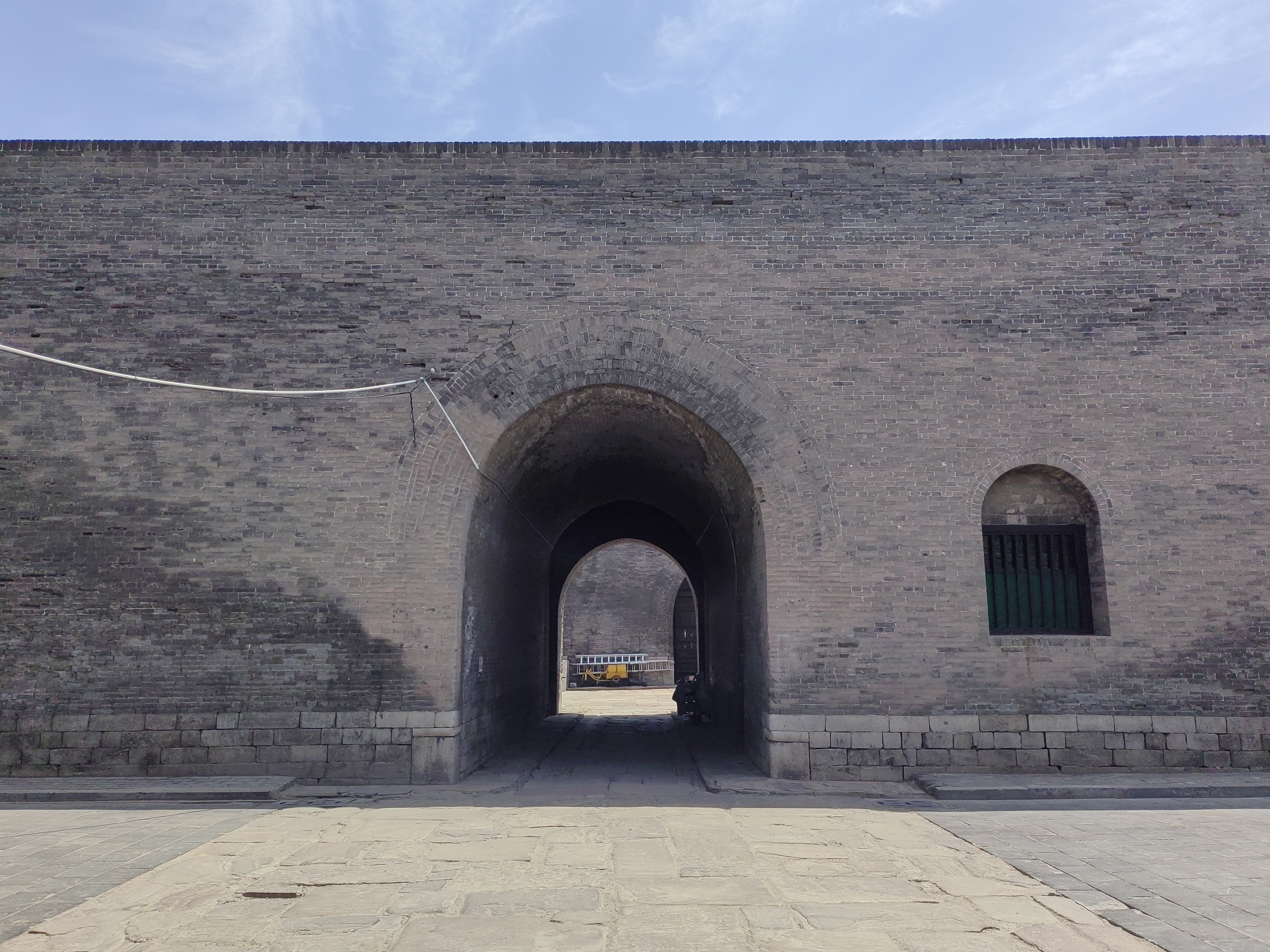
亲翰门

## 角楼
平遥城墙四角各筑1座角楼：
- 西北角：“霞叠楼”
- 东北角：“栖月楼”
- 西南角：“瑞霭楼”
- 东南角：“凝秀楼”。

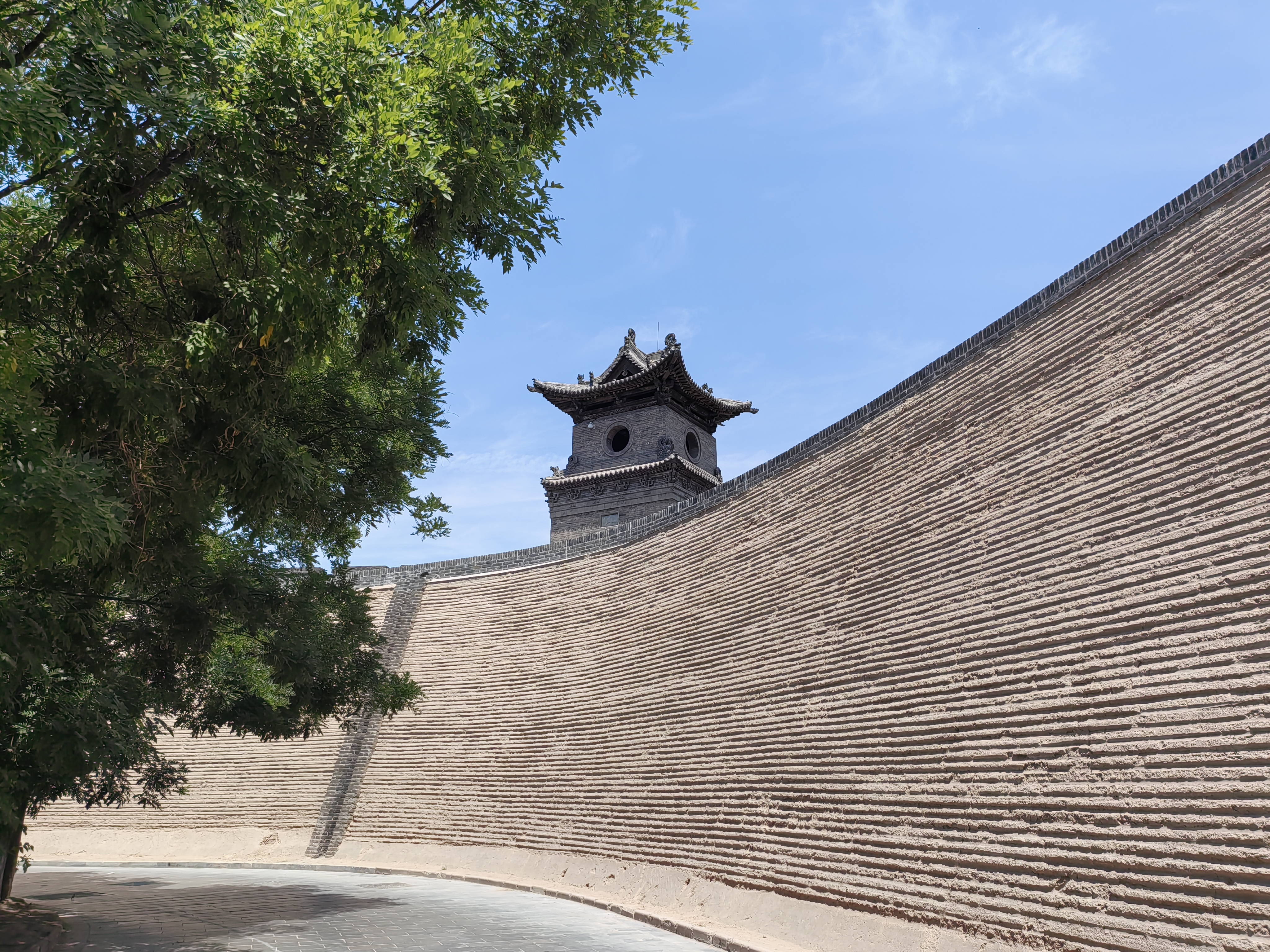
栖月楼
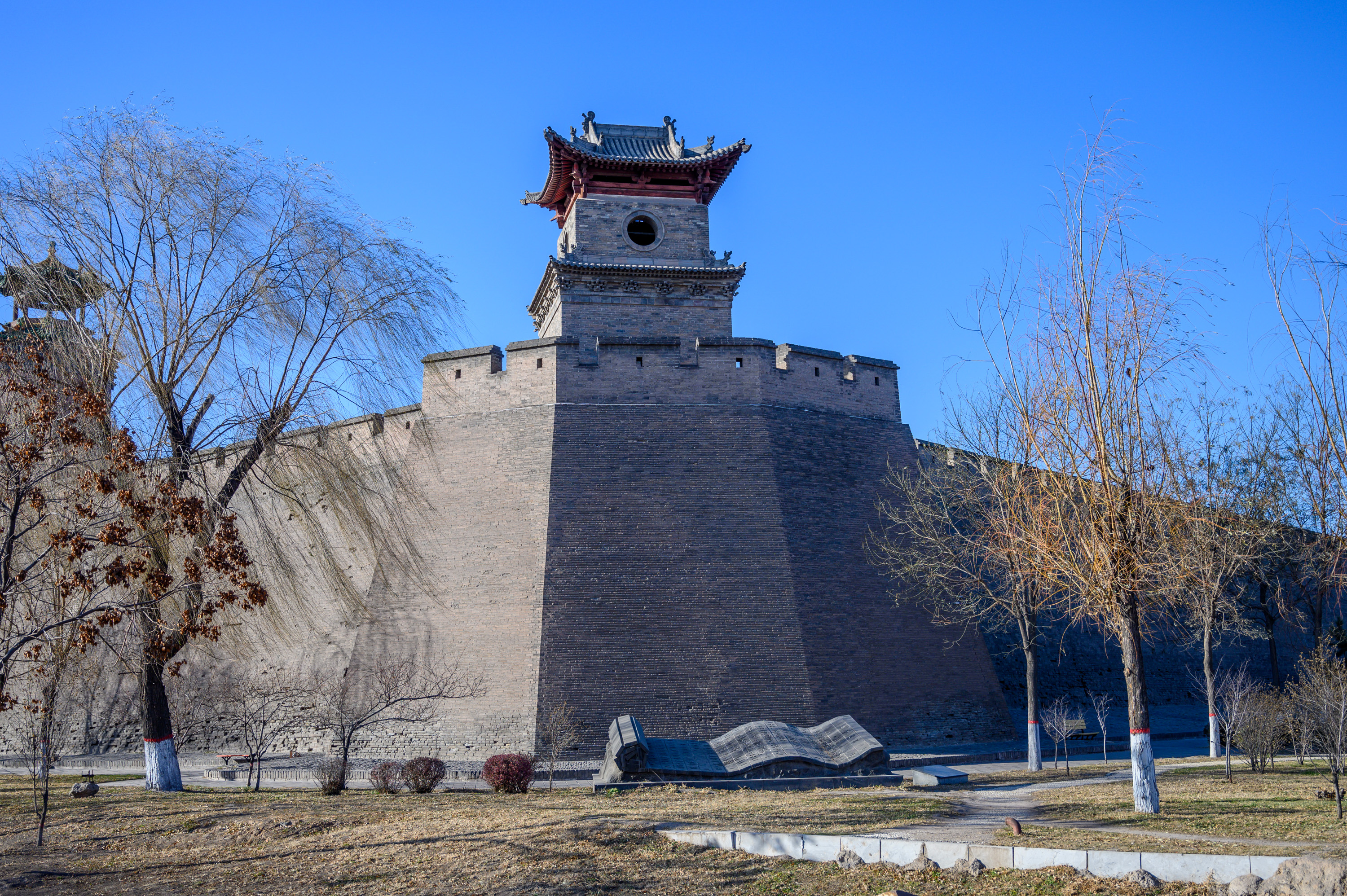
凝秀楼

## 图片

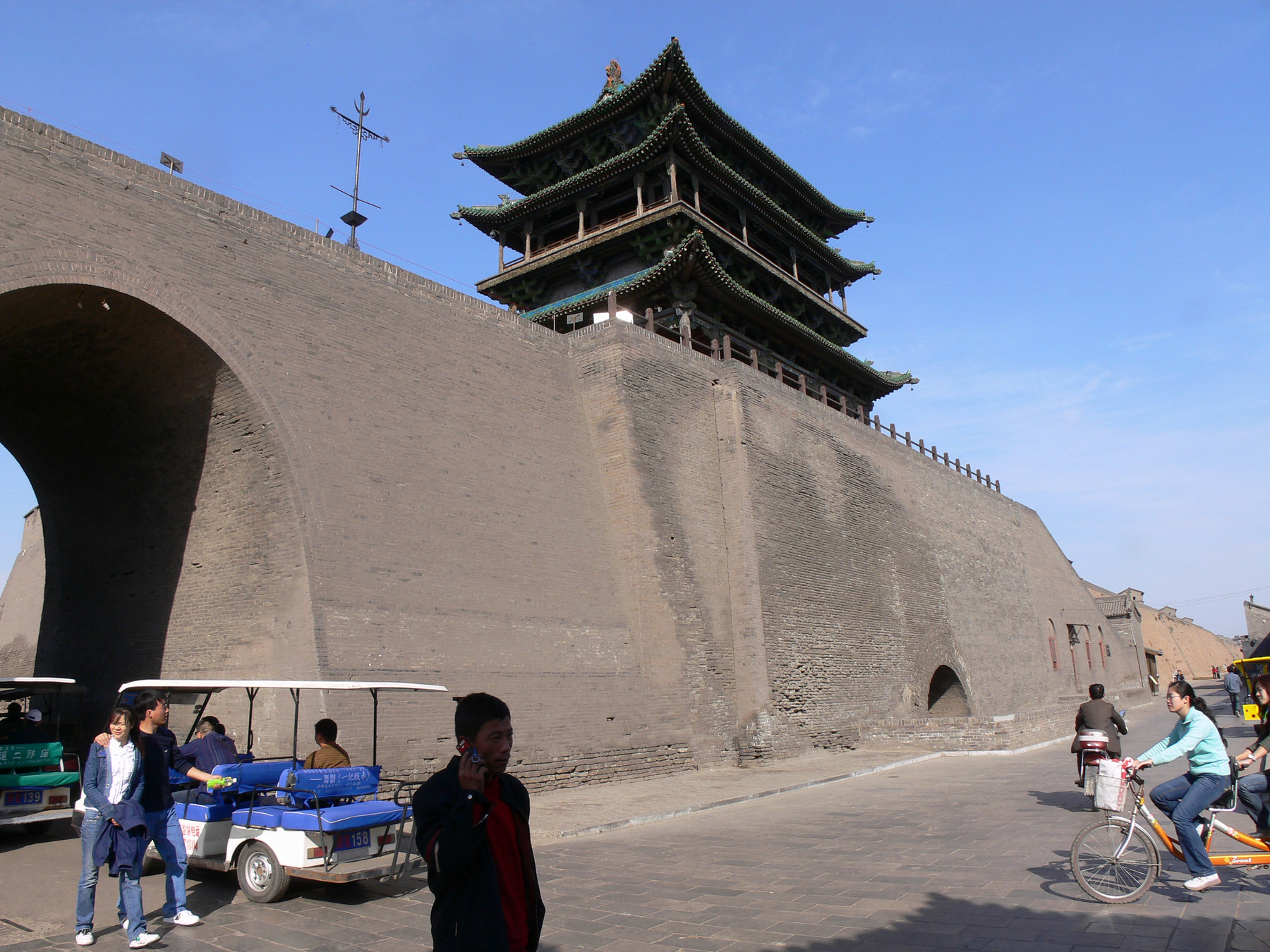
平遥城楼
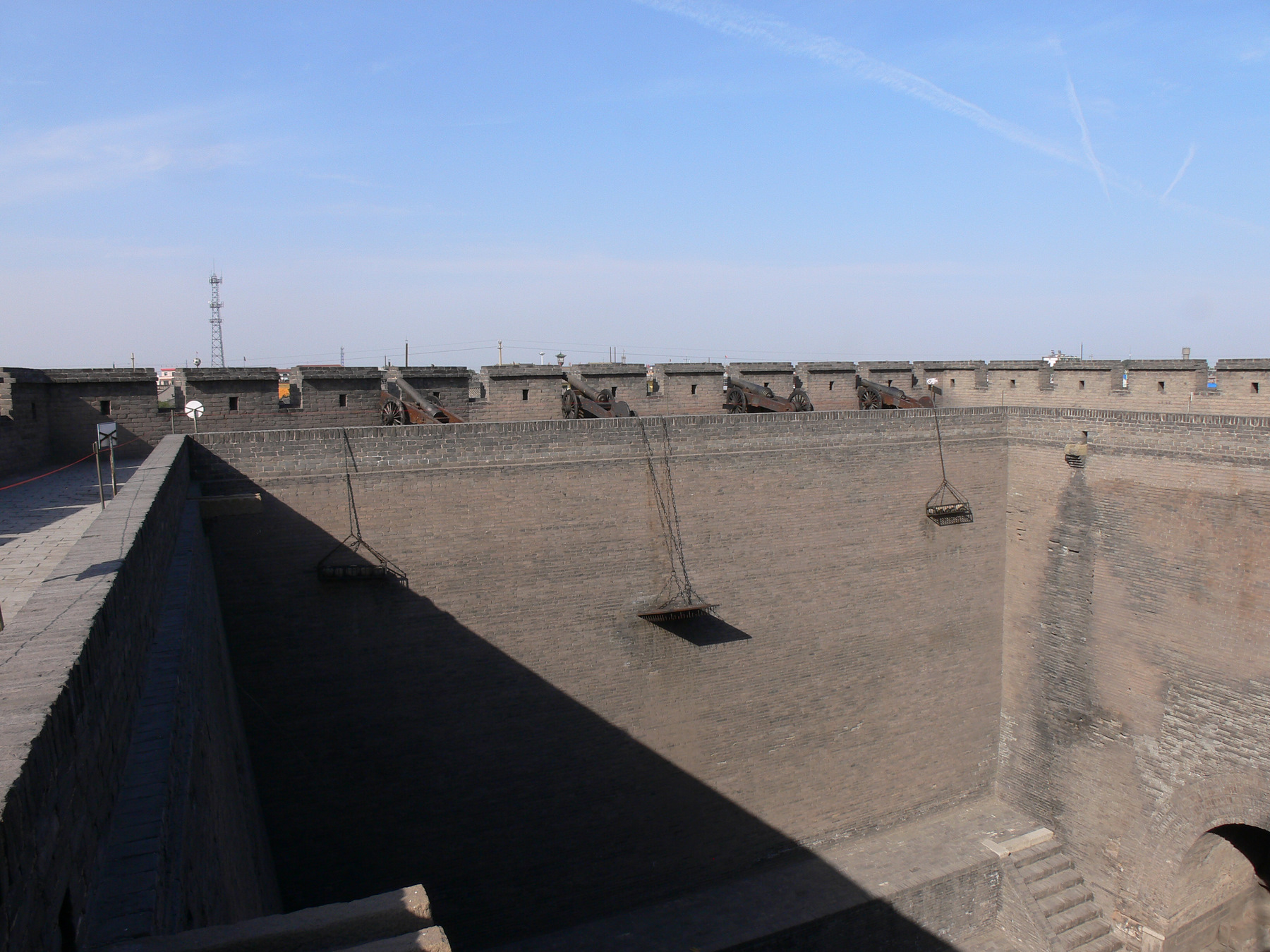
平遥瓮城
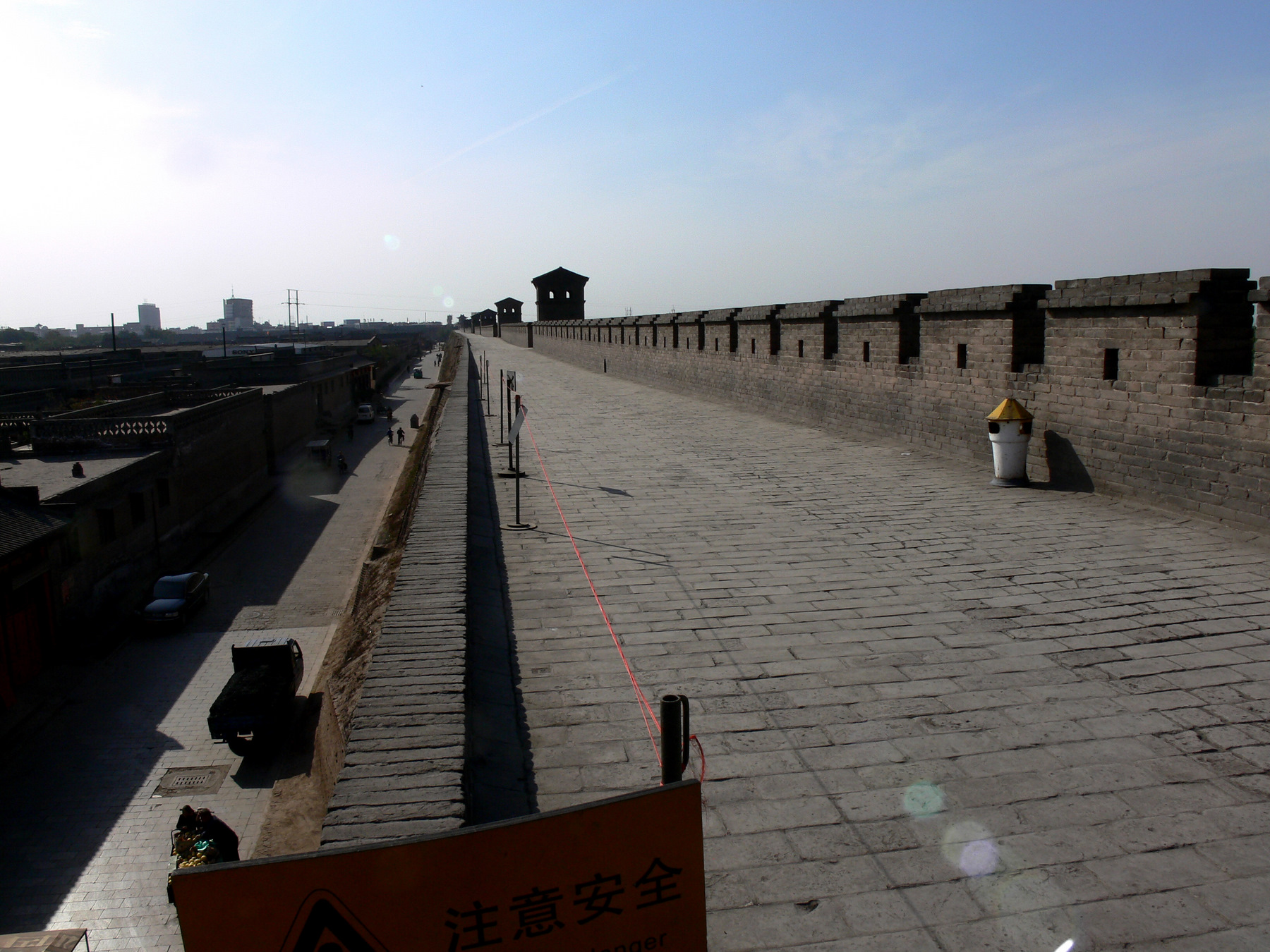
平遥城墙顶部
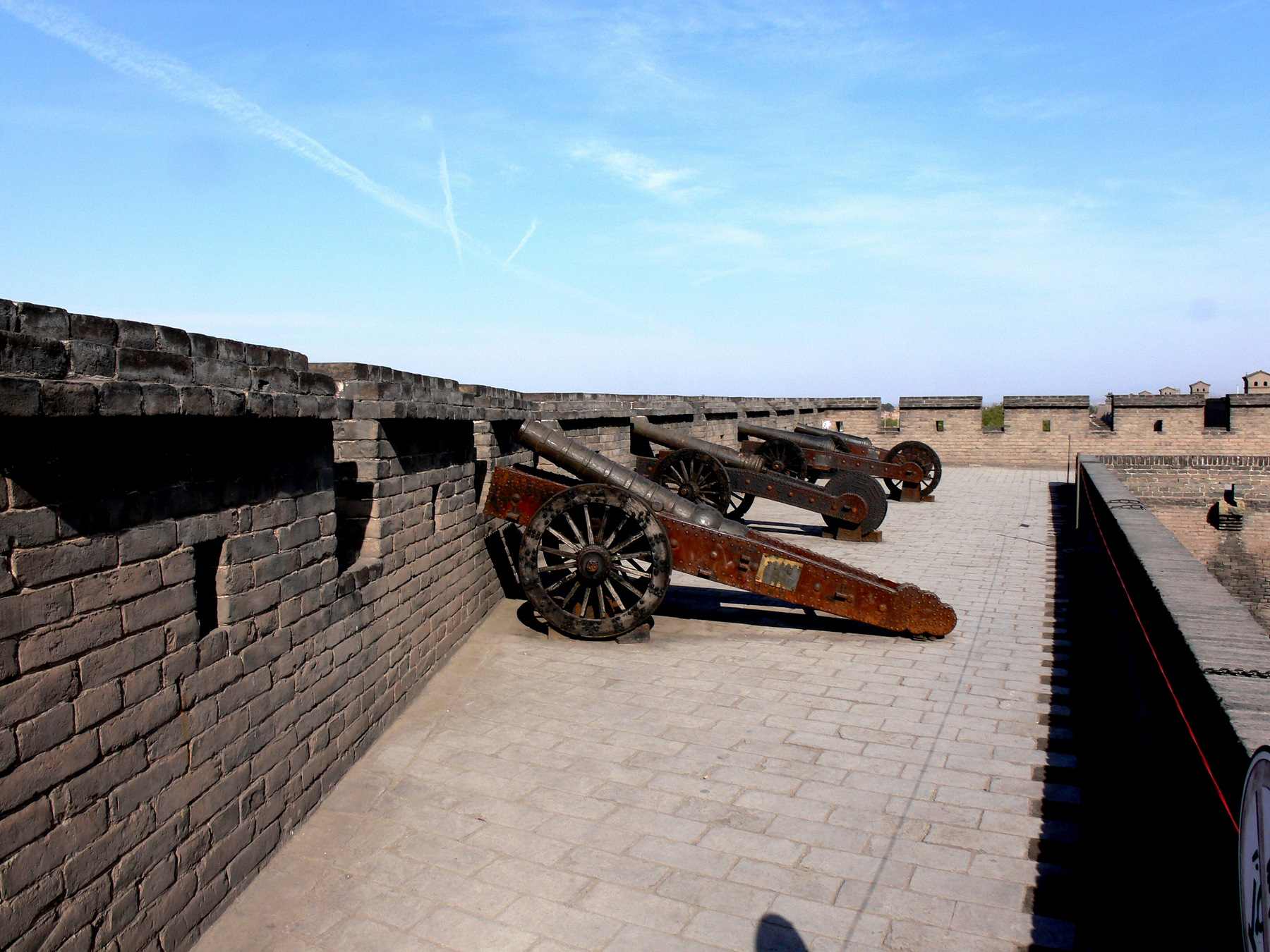
平遥城头大炮
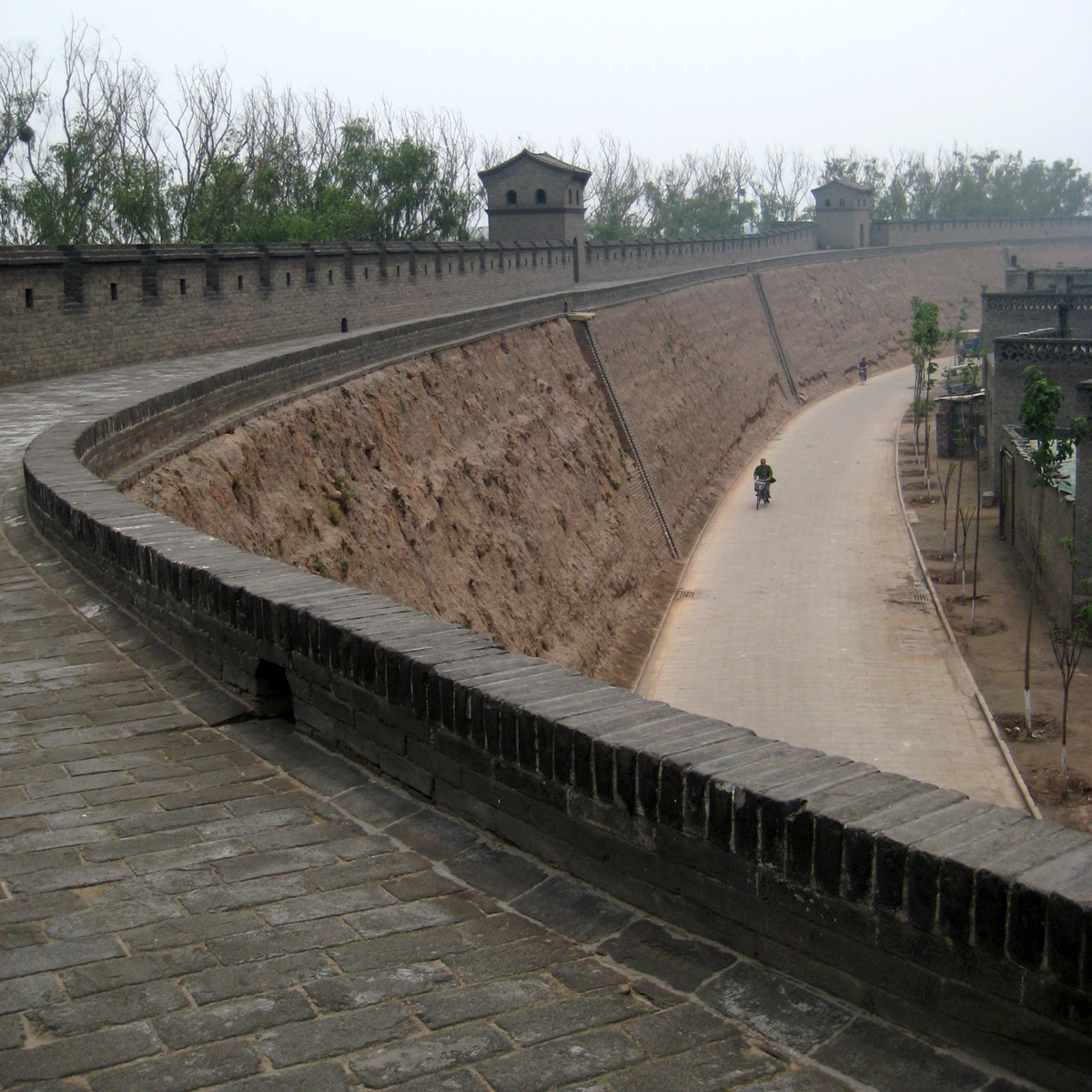
平遥城墙
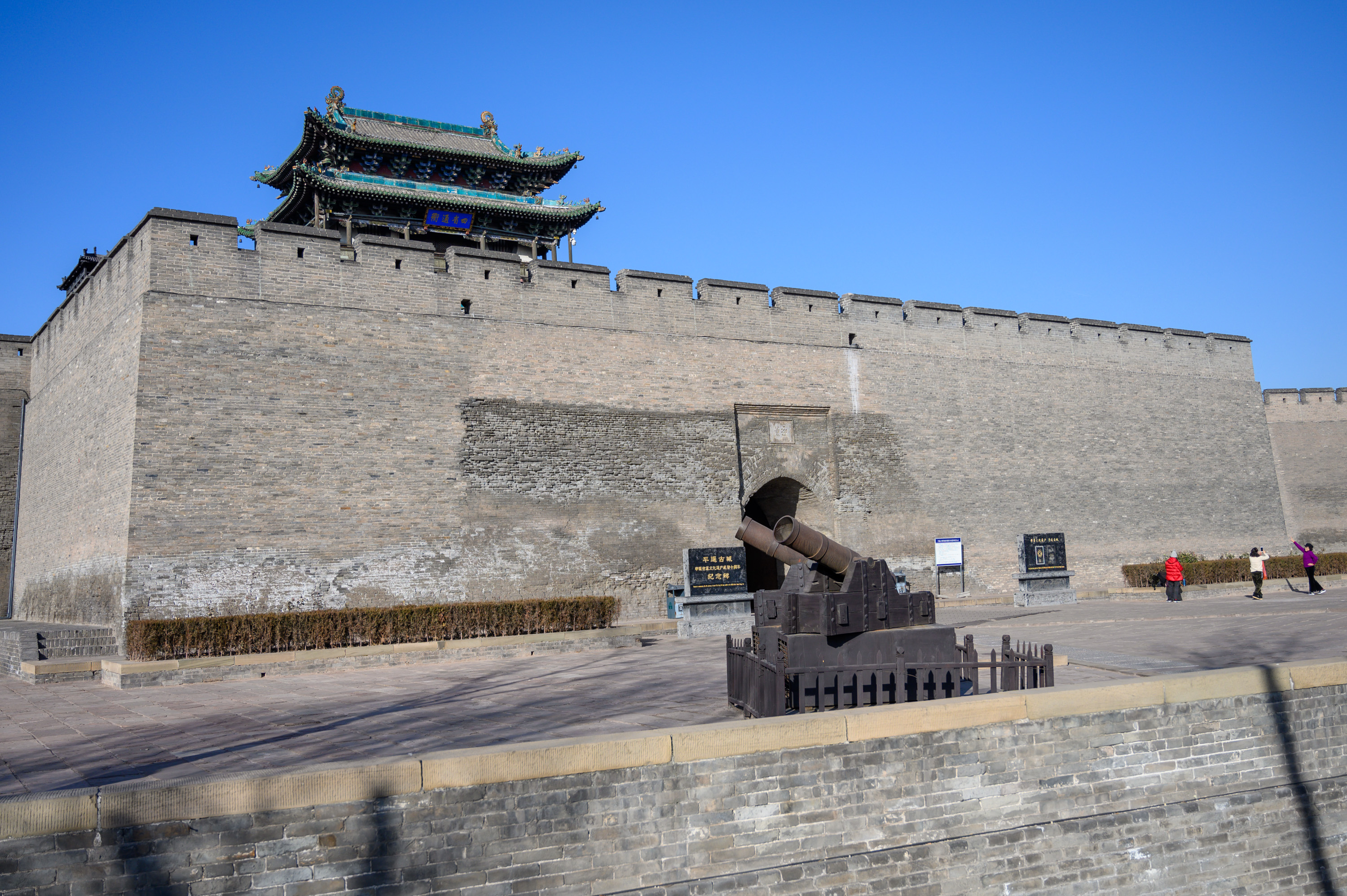
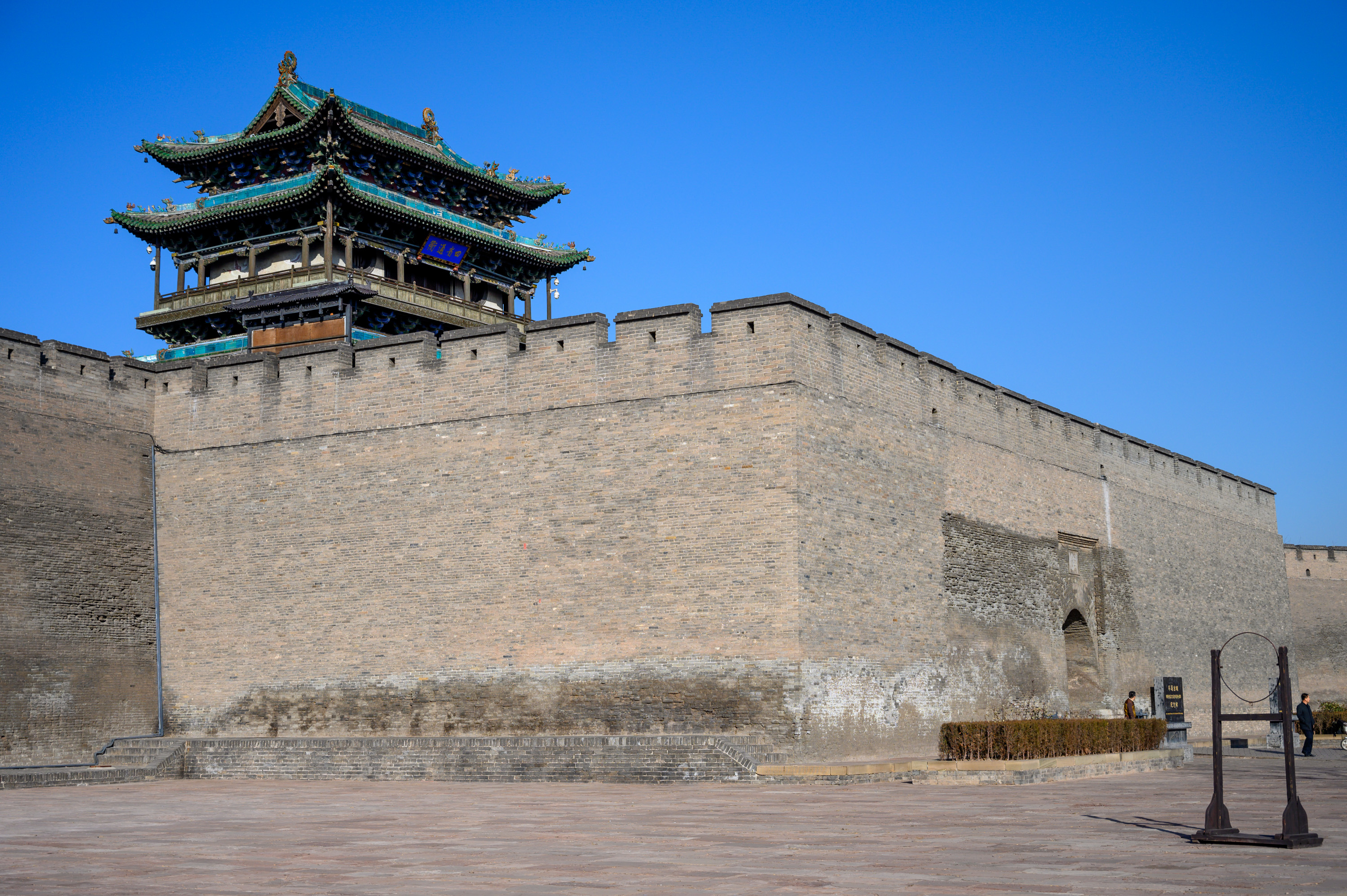
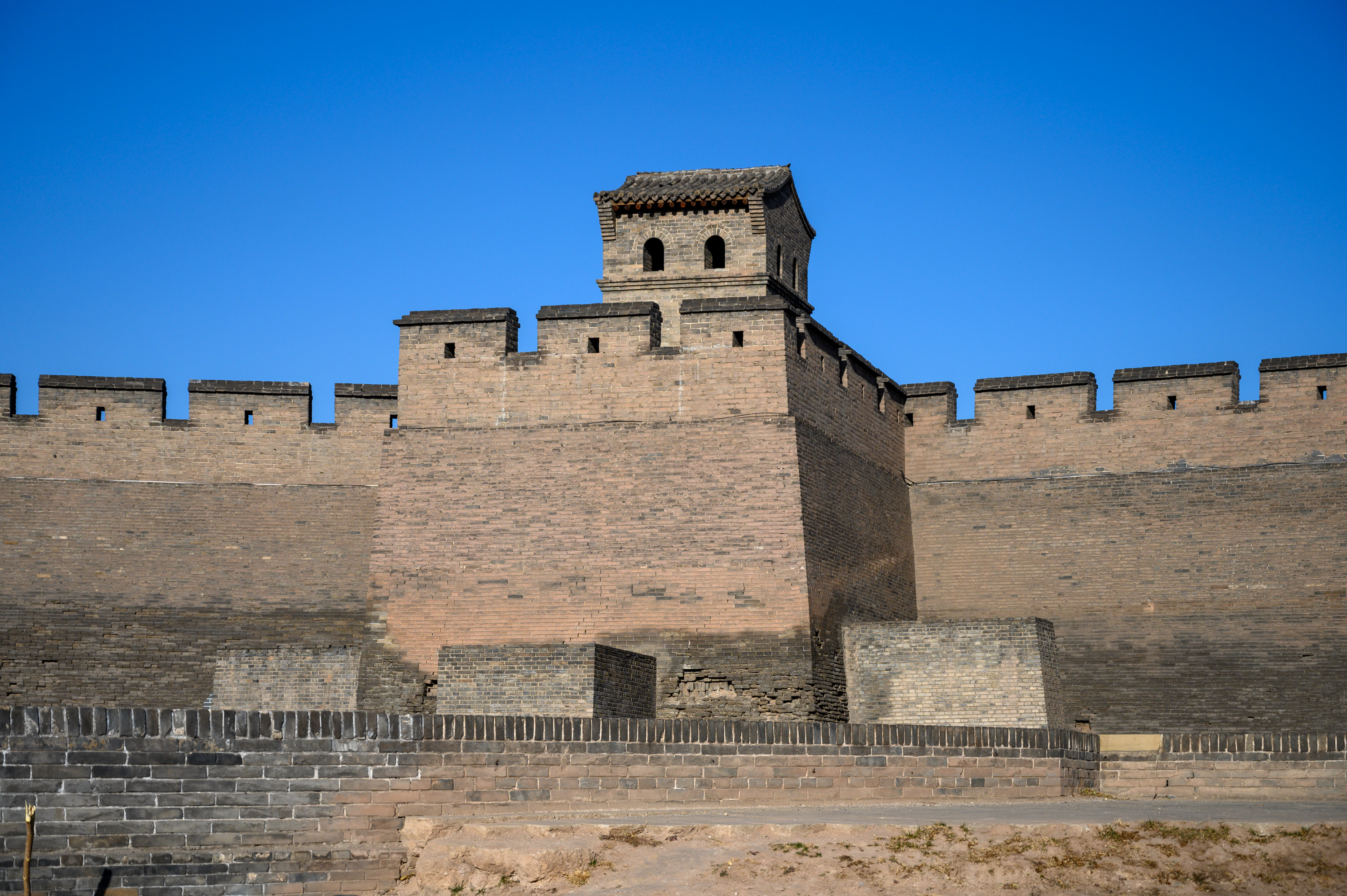
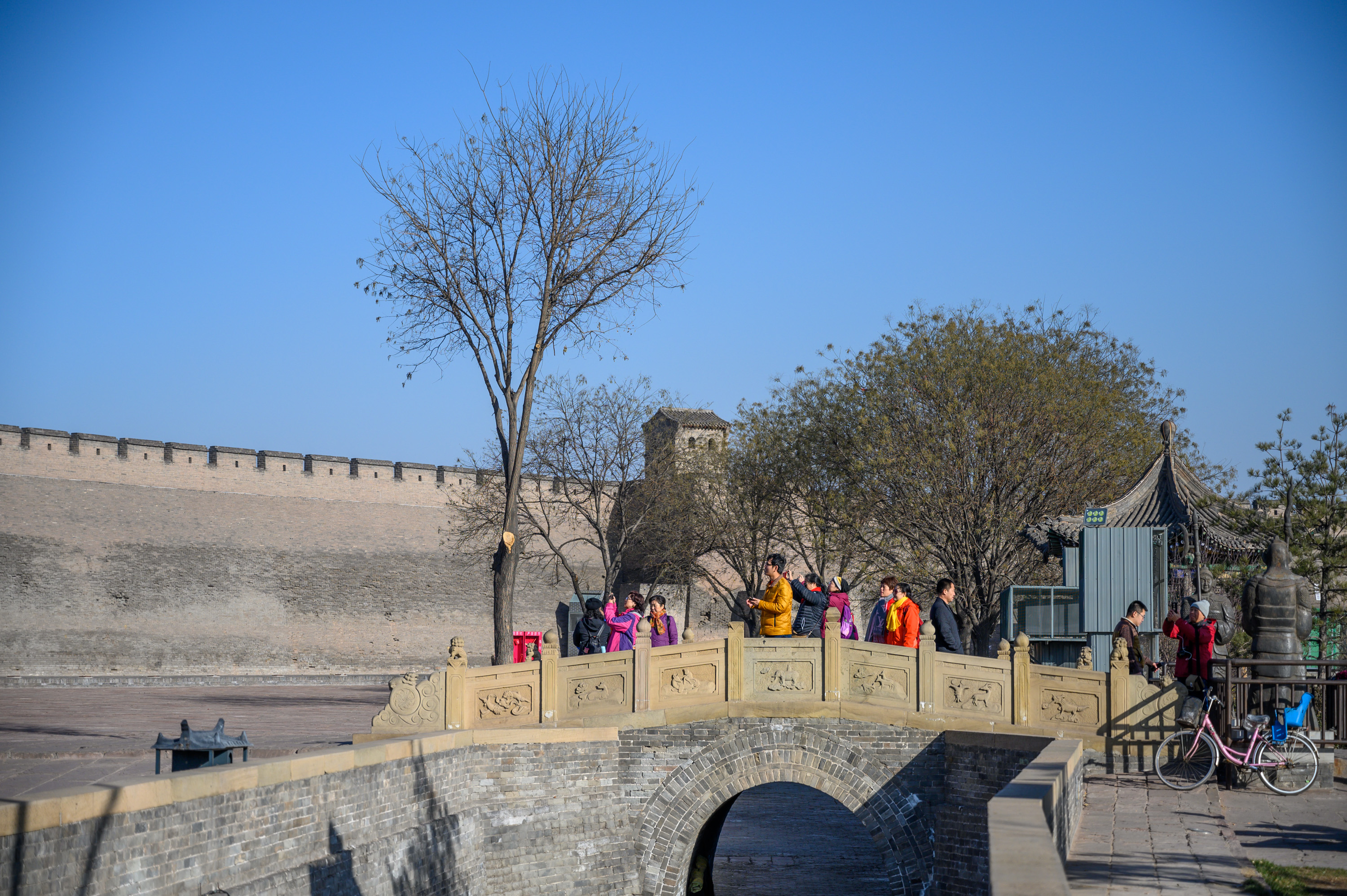
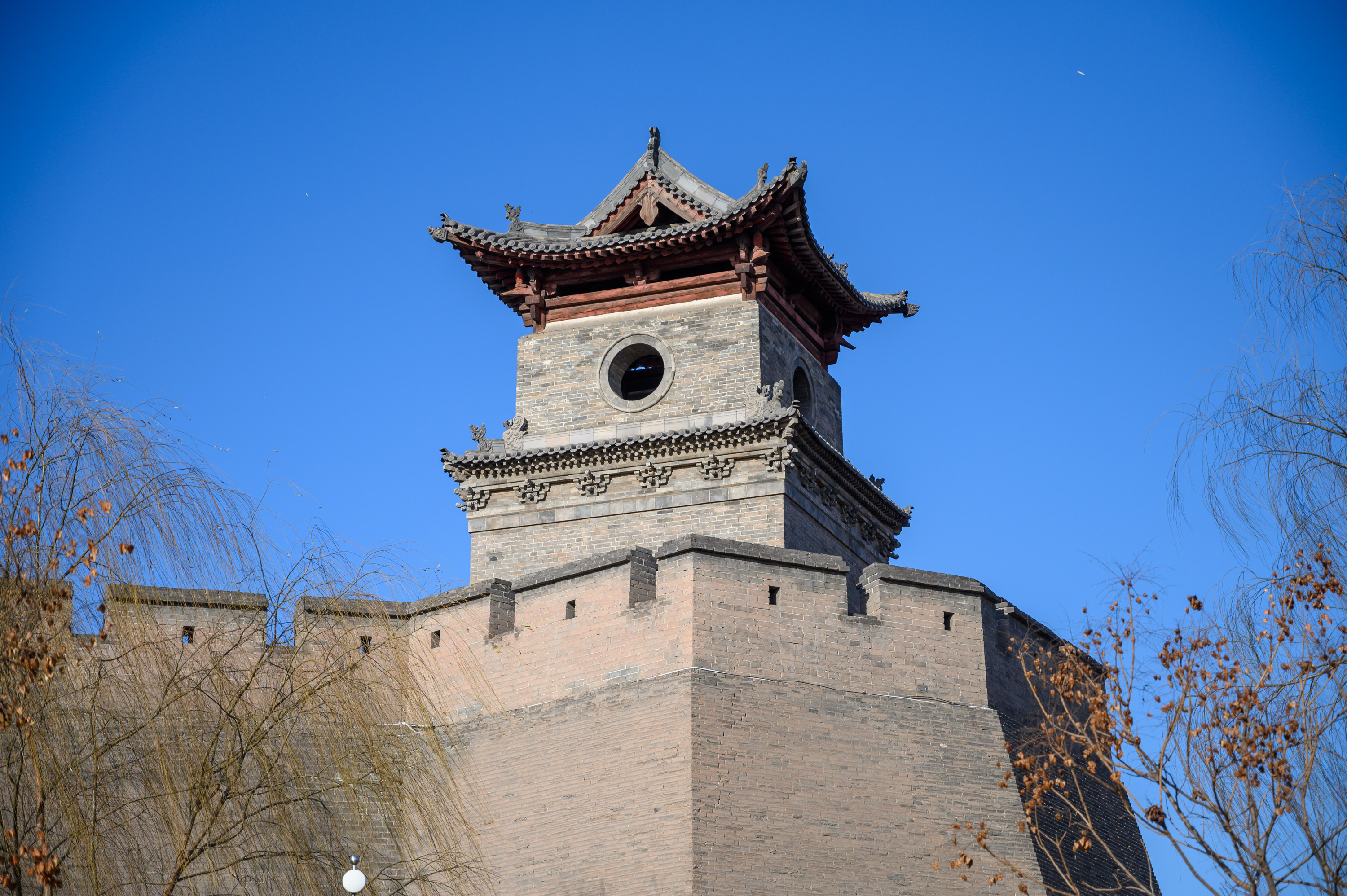

## 参看
- 平遥